# FX (ТВ канал)
 (транскр.  Еф-Екс) амерички је претплатнички телевизијски канал чији је власник The Walt Disney Company. Покренут је 1. јуна 1994, а основао га је News Corporation. Оригинални програм тежи стандардима премијум кабловских канала у погледу зрелих тема и садржаја, квалитетног сценарија, режије и глуме. Осим у САД, присутан је и у бројим другим земљама.

## Програм
- Американци
- Америчка крими прича
- Америчка хорор прича
- Арчер
- Атланта
- Без љутње, молим
- Поверење
- Поза
- Режи ме
- Синови анархије
- Убиство на крају света
- Увек је сунчано у Филаделфији
- Фарго
- Фоси/Вердон
- Шта радимо у сенци